# Ilyodrilus templetoni
Ilyodrilus templetoni är en ringmaskart som först beskrevs av Rowland Southern 1909.  Ilyodrilus templetoni ingår i släktet Ilyodrilus och familjen glattmaskar. Arten är reproducerande i Sverige. Inga underarter finns listade i Catalogue of Life.